# Сцилла и Харибда (альбом)
«Сцилла и Харибда» (інша назва — Scylla & Charybdis) — перший студійний альбом гурту Рольова Модель. Альбом був виданий 12 січня 2011 року (дата завантаження обкладинки альбому у ВКонтакті). Альбом було названо російською мовою на честь давньогрецьких чудовиськ. До альбому увійшли 12 композицій, виконані англійською мовою (окрім пісні «Сегодня и Всегда»). Альбом було записано протягом 2009–2010 років.
За словами фронтмена гурту Михайла Корчового:
|  | Альбом було вирішено назвати на честь двох морських чудовиськ з твору Гомера "Одіссея". Як відомо, ситуація з Одіссеєм стала крилатим виразом. Перебувати між Сціллою і Харібдою — означає безвихідне становище, коли неминуча загибель загрожує відразу з декількох сторін. Ми якраз пройшли між Сціллою і Харібдою, вціліли, стали сильнішими. |

## Список композицій
- 1. Liars Of The Season
- 2. Spectacular Adventure
- 3. Rebellious Kids
- 4. Fire In The Sky
- 5. One Of A Kind
- 6. In Everything
- 7. Sing, If You're Going Nowhere (Stone/Rock)
- 8. Sirens Scream (Without A Sound)
- 9. Waste Of Time
- 10. But The Night Is Always Darkest Just Before The Dawn
- 11. Next Level
- 12. Сегодня и Всегда

Бонус трек
- 13. Fire In The Sky (Edit)

Відео
- Waste Of Time (2010)
- In Everything (2011)

## Учасники запису
- Михайло Корчовий — вокал, гітара.
- Олександр Скрипка — вокал, гітара.
- Сергій Руденко — бас.
- Сергій Стефанюк — ударні.